# شوکوتاکوگین
شوکوتاکوگین (به ژاپنی: 嘱託銀) به معنی سیستم پاداش برای خبرچینان یک سیستم پاداش بود که توسط شوگون‌سالاری ادو برای تشویق خبرچینان جرایم انجام می‌شد. به‌طور خاص، از جمله احکامی بود که به منظور سرکوب مسیحیان صادر شده‌اند.

## بررسی اجمالی
گفته می‌شود حدود سال ۱۶۱۸، هاسه‌گاوا فوجیماسا ja:長谷川藤正، که به عنوان قاضی ناگاساکی خدمت می‌کرد، ۳۰ شمش نقره را در سراسر شهر نصب کرد تا مسیحیان و مبلغان مذهبی را تشویق کند که برای سرکوب مسیحیان، دیگران را لو دهند. در سال ۱۶۲۶ به ۱۰۰ سکه نقره افزایش یافت. این سیاست‌ها منحصر به هاسه‌گاوا بودند، اما در سال ۱۶۳۳، پس از شورش شیمابارا، آنها رسماً توسط شوگون‌سالاری ادو، زمانی که دستور انزوای ملی ژاپن، ساکوکو وضع شد، اتخاذ شدند و در سراسر کشور گسترش یافتند. جریمه گزارش دادن به یک مبلغ مذهبی ۱۰۰ سکه نقره بود. دو سال بعد، این مبلغ به ۳۰۰ و در سال ۱۶۷۴ به ۵۰۰ افزایش یافت (اگرچه بین مبالغی که به مبلغان مذهبی و مؤمنان غیر روحانی داده می‌شد، تفاوت وجود داشت). علاوه بر این، مقررات مربوط به پاداش‌ها در اطلاعیه‌های ممنوعیت مسیحیت تعیین شده بود و برخی از حوزه‌های فئودالی نیز سیستم‌های پاداش خود را ایجاد کرده بودند، بنابراین مبلغ واقعی بسیار زیاد شد.
این رسم پس از اصلاحات میجی توسط دولت میجی ادامه یافت، اما به دلیل اعتراضات اروپا و ایالات متحده لغو شد.